# ارنو ديلورم
ارنو ديلورم (بالإنجليزية: Arnaud Delorme)‏ هو عالم أعصاب أمريكي، ولد في 1974.